# Nikos Sofialakis
Nikos Sofialakis (en griego: Νίκος Σοφιαλάκης: 1914–2002) fue un destacado escultor griego del siglo XX, conocido por su estilo característico del realismo clásico. 

## Primeros años
Nikos Sofialakis nació en Erfous, Rethymnon, Creta, Grecia en 1914 y murió en Atenas, Grecia en 2002.  A los diez años llegó a Atenas y de 1925 a 1937 fue aprendiz del escultor neoclásico Georgios Bonanos.  Continuó su aprendizaje con una beca de la Fundación del Legado de Athina Stathatou (sin la cual no hubiera podido estudiar durante la ocupación alemana de Grecia en la Segunda Guerra Mundial), ingresando en la Escuela de Bellas Artes de Atenas de la Universidad Técnica Nacional de Atenas en 1938, donde estudió con el escultor y profesor Michalis Tombros.  Durante sus estudios recibió cuatro reconocimientos y dos primeros premios.
Sofialakis comenzó a trazar su itinerario artístico cuando aún era estudiante en la Escuela de Bellas Artes de Atenas, participó en la Exposición de Artistas Panhelénicos de 1940 en el Záppeion con su estudio de yeso "Cabeza de Joven", y participó en varias otras exposiciones colectivas, como la Exposición 'Profesional' en el Museo Arqueológico Nacional de Atenas (con sus contemporáneos Efthymiades, Kefallinos, Nicolas, Katraki , et al.), las Exposiciones de Parnassos de 1944, 194 , 1946 y la Exposición de la Academia Francesa de 1946 entre otras.

### Maternidad
En su último año en la Escuela de Bellas Artes de Atenas, Sofialakis ganó el Primer Premio de Escultura de 1944 con su obra Maternidad, un estudio en miniatura de terracota de una madre que amamanta a su hijo. El premio monetario llegó en un momento crucial en el desarrollo del artista, lo que le permitió comprar su propio taller en el período posterior a la Segunda Guerra Mundial, y así pudo embarcarse en los primeros pasos de su carrera artística. 

## El artista emergente

### Las obras monumentales:Niño de la Ocupación,DefensoryEl Greco.
En la Exposición de Parnassos de 1945, Sofialakis tuvo el privilegio de conocer al gran autor cretense, Nikos Kazantzakis , quien estaba tan impresionado con el artista que visitó su taller dos veces.  "Le encomiendo mis dos ideas, para que las escriba en mármol: el 'Niño Esclavizado Griego' y el 'Polo de Ejecución de Agia'",  le dijo Kazantzakis al artista en su segunda visita a su taller, durante la cual comisionó a Sofialakis para que hiciera las obras monumentales Niño de la Ocupación, Defensor y El Polo de Ejecución de Agia. “[…] El polo de Agia era un gran roble donde los alemanes ataron a sus rehenes y los ejecutaron uno por uno. La mayoría de los disparos están al nivel del corazón, por lo que el tronco está muy cerca de romperse allí. […] Esta segunda [idea] es mi Cristo y mi Dios; 480 cretenses perecieron en él, tomados como rehenes en los campos. ¿Puedes hacer que la libertad se libere de este polo? Hágalo, y pondré el trabajo a mi cargo ”.  Sofialakis 'escribió en mármol' ambas obras, que se convertirían en dos de sus mejores composiciones y visiones emblemáticas de la era griega de la posguerra. 

### La exposición Grekisk Konst de la Real Academia Sueca de Bellas Artes y la Exposición Internacional de El Cairo
A fines de la década de 1940, Sofialakis comenzó a viajar y a participar en algunos de los eventos artísticos más notables del período, estableciéndose como uno de los artistas griegos más destacados, y quizás, como lo señaló el crítico de arte G. Marmarides, el más destacado. "El auténtico artista griego de su época".  En 1947, Sofialakis participó en dos de los eventos artísticos internacionales más importantes de la década: la Exposición Grekisk Konst de la Real Academia Sueca de Bellas Artes y la Bienal de El Cairo (Exposición Internacional de El Cairo).  Entre abril y mayo de 1947, Sofialakis presentó su trabajo en la prestigiosa Exposición Grekisk Konst (Exposición de Artistas Griegos) organizada por la Real Academia Sueca de Bellas Artes y que tuvo lugar en Suecia, Dinamarca y Noruega.  Su mármol alto relieve Madre e hijo   le valió el primer premio en Oslo (de las Exposiciones de Estocolmo, Copenhague y Oslo), y recibió mucha cobertura por parte de la prensa que había comenzado a reconocer en él al artista emergente.  En el otoño del mismo año, Sofialakis participó en la Exposición Internacional de El Cairo (1947) con las obras Defender (inspirada y propuesta por Nikos Kazantzakis), Niño con gorro, y Gemelos  que También recibió numerosas distinciones y que fueron presentadas en los medios impresos del día.  Sofialakis regresó a Grecia, después de obtener la primera etapa en su reconocimiento internacional y nacional como artista. 
En la Exposición de Artistas Panhelénicos de 1948, la fama de Sofialakis como nuevo artista fue creciendo, y sus obras Madre y niño, Cretan Head, Cabeza de la kore Aeginitissa, y Niño con gorro  fueron bien recibidas por el público visitante. Su madre y niño y su Niño con gorro ya habían recibido elogios debido a que habían sido incluidos en  exposiciones internacionales, y la Kore Aeginitissa, una cabeza de doncella en piedra caliza, fue comprada por el Banco Nacional de Grecia. Su creciente popularidad lo llevó a ser comisionado por el municipio de Herakleion para su obra El Greco, el gran busto de mármol del gran pintor cretense, Domenikos Theotokopoulos, que se estableció en la Plaza de la Libertad (ahora plaza Domenikos Theotokopoulos ) en Herakleion, Creta, el 6 de julio de 1949.

## Reconocimiento y aclamación
Sin embargo, no fue sino hasta la Exposición de artistas panhelénicos de 1952 en el Záppeion cuando Sofialakis recibió su "gran oportunidad", participando con las piezas Mellizos, Sátiro, Penélope y Maternidad.  Su busto de mármol, Mellizos, ya era conocido por su distinción en la Bienal de El Cairo de 1947, y sus cabezas Sátiro y Penélope recibieron grandes elogios, tanto en la prensa nacional como en la extranjera.  Sin embargo, debido a su obra maestra Maternidad, Sofialakis recibió su gran oportunidad: la estatua de escala natural en granito negro, basada en el estudio de terracota de 1944 que le había otorgado el primer premio de escultura, atrajo la atención de los soberanos, el rey Pablo y la reina Federica, quienes, habiendo observado las obras de Sofialakis en exhibición y solicitaron una visita privada en su taller.  Esta visita privada resultó ser un gran éxito para Sofialakis, quien vio como su maternidad era comprada posteriormente por el Banco de Grecia y donada al Alexandras Maternity Hospital de Atenas a petición de la reina Federica en 1952, y que, además, él fue seleccionado personalmente por la reina para esculpir su retrato en mármol, para el cual posó en persona en su taller. El busto se completó en 1954 y se colocó en la Queen's School of Midwifery en Atenas y Sofialakis, con solo cuarenta años de edad, se había establecido como el artista preferido de los personajes importantes del país.  Algunas de sus esculturas de retratos más célebres incluyen figuras tan notables como los primeros ministros Eleftherios Venizelos (195-), Nicholaos Plastiras (1950) y Sófocles Venizelos (1964), la princesa Alexandra (1954) y el Dr. George Papanikolaou (1962), muchos de los cuales posaron para él en persona en su taller.

## El artista establecido

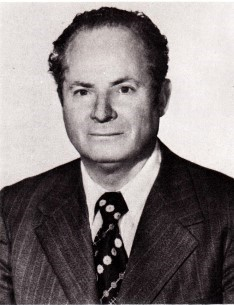
Foto de retrato de Sofialakis

En la década de 1960, Sofialakis había entrado en su período más productivo, durante el cual trabajó arduamente tanto en Grecia como en el extranjero, donde viajó mucho.  La década comenzó con su participación en la Exposición de Artistas Panhelénicos de 1960 en Zappeion con su estatua Kore con uvas, aclamado por muchos críticos como la gran obra del artista; este es también el período de su monumental obra, La batalla de Creta, una composición que conmemora la batalla homónima de la Segunda Guerra Mundial, y la cumbre de su éxito en los Estados Unidos, donde viajó dos veces para presentar sus obras por invitación formal. 

### Las exposiciones en los Estados Unidos
En 1967, Sofialakis fue invitado a los Estados Unidos para participar en el Festival de Bellas Artes de los Países del Mediterráneo en Nueva York, donde presentó su exposición, titulada Los dioses de Grecia, un tema que consta de 70 piezas de mármol con motivos mitológicos del griego clásico.  Su trabajo se publicó ampliamente en medios impresos, radios y televión, y le valió grandes elogios por su trabajo, de modo que el Museo Metropolitano de Arte solicitó su ayuda para la restauración de antigüedades que se exhiben en el museo.
Al concluir su visita a los Estados Unidos, Sofialakis fue recibido por sus colegas académicos en la Universidad de Louisville, Kentucky, donde recibió la Medalla de la Universidad en admiración y reconocimiento por su trabajo. En 1970, Sofialakis viajó a los Estados Unidos por segunda vez, para presentar sus obras en los Festivales de Bellas Artes celebrados en Virginia y Colorado.  Su primera exposición, celebrada en el Atheneaum Museum de Northern Virginia Fine Arts Association, recibió una gran cobertura y Sofialakis continuó su exitosa gira en Denver, Colorado, donde fue distinguido por el Gobernador de Colorado, John Love (1970), por su contribución al arte.

### La batalla de creta
Entre sus exposiciones en los Estados Unidos, Sofialakis trabajó en una de las composiciones más significativas de su carrera, que comenzó a tomar forma en 1968, cuando el líder de la Resistencia Nacional en Creta durante la Segunda Guerra Mundial, el general "Kapetan" Manolis Badouvas, encargó a Sofialakis que conmemorara la épica batalla de Creta. Sofialakis investigó el tema durante seis meses antes de desvelar su Batalla de Creta en junio de 1969, una representación en mármol de 18 m de largo x 0,90 m de altura de la famosa batalla.  Su monumental composición, establecida como metopa del Museo Memorial de la Resistencia Nacional de Creta en Heraklion, Creta, fundado por el General Badouvas, fue aplaudida por la prensa que ahora seguía de cerca la carrera del artista, debido a sus éxitos nacionales e internacionales.

### Alemania y Austria
A comienzos de la década de 1970, Sofialakis había viajado mucho al extranjero y acababa de presentar sus obras en los Estados Unidos; esta vez seguiría presentando sus obras en Europa. Su impresionante exposición en la Galería Agapi en Blankeneser, Hamburgo, Alemania en 1975 inauguró la Galería, cuya cresta de mármol lleva su diseño, mientras que su presentación durante la Exposición de Retratos de Artistas Griegos en Viena, Austria en 1980-1981 fue un éxito rotundo.

## Influencia y contribución
Sofialakis participó en todas las exposiciones de artistas panhelénicos de 1940 a 1975, ganando elogios por su trabajo en Grecia y en el extranjero, y produjo mucho hasta la década de 1980 y en toda su extensión.  Su impulso creativo abarcó cinco décadas, durante las cuales trató la gama completa de temas artísticos. Aunque muchas de sus obras fueron retratos encargados, el amor de Sofialakis por los niños, que frecuentemente figuraban como su tema, como se ve en las obras Niño con gorro (1943), El niño atado (1946), Madre e hijo (1947), Los gemelos (1947) y Maternidad (1952), lo convirtió en un maestro de la forma infantil en mármol.  Su mayor devoción, sin embargo, fue la mitología griega, y es aquí donde reside el resultado más prolífico de su obra. 

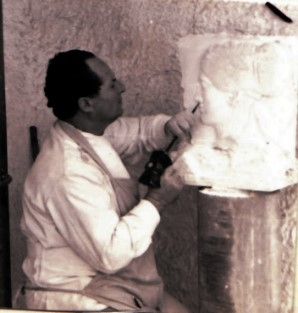
Sofialakis esculpiendo a la diosa Demeter en un relieve

Su Odiseo, un alto relieve en mármol del pentélico fue ofrecido por la Universidad de Atenas a la Reina Sofía de España (entonces Princesa de Grecia) en 1962 con motivo de su boda, su característica microescultura en mármol presentaba los motivos mitológicos griegos que atrajeron a coleccionistas de todo el mundo y muchas de sus obras se encuentran ahora en museos y colecciones privadas en Estocolmo, Copenhague, Oslo, El Cairo, Frankfurt, Viena, París, Londres, Sídney, Corea y los Estados Unidos.
Sofialakis sintetizó dos modos muy distintos en su arte, con la influencia de su gran maestro, Bonanos y su profesor en la Escuela de Bellas Artes, Tombros.  De la primera, recabó las técnicas de escultura propias de la Escuela Canova, en las que Bonanos había recibido su entrenamiento; desde este último, descubrió el impulso modernista a la manera de Maillol, quien había influido en Tombros durante sus estudios en París.  El estilo resultante del realismo clásico fue totalmente exclusivo de Sofialakis, que utilizó su erudición y creatividad para salvar la brecha entre la racionalidad y el pathos en su trabajo.  Sofialakis continuaría honrando la tradición del método Atelier por el cual había sido entrenado, al recibir estudiantes y aprendices sin cargo durante el transcurso de su vida. 
En 2004, la familia del difunto artista inauguró el Centro de Escultura Neoclásica Nikos Sofialakis, construido en la ubicación exacta del taller original en 21 Taxilou Street, Atenas, Grecia. El nuevo Centro es un centro de investigación y sala de exposiciones privado y sin fines de lucro dedicado a la vida y obra de Nikos Sofialakis y está abierto al público sin cargo alguno.  En 2010, la familia estableció el Premio de Becas Nikos Sofialakis.  en honor a los principios del aprendizaje y la beca que tan profundamente influyeron en la vida del artista y su contribución a su oficio.